# الفتيات المفقودات (فلم 2020)
الفتيات المفقودات (بالإنجليزية: Lost Girls) فيلم غموض ودراما أمريكي لعام 2020، من إخراج ليز جاربوس ومن سيناريو مايكل ويروي، استناداً إلى كتاب «الفتيات المفقودات: لغز أمريكي غير محلول» للمؤلف روبرت كولكر.  يدور الفيلم حول قتل فتيات ليل شابات في لونغ آيلاند. الجرائم يرتكبها قاتل متسلسل، لم يتم التعرف عليه بعد. الفيلم من بطولة ماري جيلبرت وتوماسين ماكنزي. تم عرض الفيلم لأول مرة في مهرجان صندانس السينمائي في 28 يناير 2020، وصدر لاحقًا في 13 مارس 2020 لشركة نتفليكس.

## طاقم التمثيل
- إيمي رايان: في دور ماري جيلبرت
- توماسن ماكنزي: في دور شيري جيلبرت
- غابريل بيرن: في دور المفوض ريتشارد دورمر
- أونا لورانس: في دور سارة جيلبرت
- لولا كيرك: في دور كيم
- ميريام شور: في دور لورين
- ريد بيرني: في دور الدكتور بيتر هاكيت
- كيفن كوريجان: في دور جو سكاليس
- روسال كولون: في دور سيلينا جارسيا
- دين وينترز: في دور دين بوستيك
- سارة ويسر: في دور شنان جيلبرت
- أوستن جونسون: في دور الشاب شنان جيلبرت
- جيمس هيرويوكي لياو: في دور مايكل باك
- مولي براون: في دور ميسي[2]

## ملخص أحداث الفيلم
تختفي شنان ابنة ماري جيلبرت، وتتقاعس الشرطة في البحث عن الفتاة المفقودة، ويدفع هذا التقاعس ماري إلى القيام بتحقيقاتها الخاصة في مجتمع لونغ آيلاند المسور حيث شوهدت شنان آخر مرة، وأثناء بحثها تكتشف قتل أكثر من عشرة من الفتيات العاملات في مجال الجنس.

## استقبال الفيلم
حصل الفيلم على تقييم 73% على موقع الطماطم الفاسدة بناء على آراء 48 ناقد، وعلى موقع الميتاكريتك حصل الفيلم على درجة 69% بناء على آراء 13 ناقد.

## وصلات خارجية
- مقالات تستعمل روابط فنية بلا صلة مع ويكي بيانات